# Pajuna
La pajuna o serrana es una raza vacuna española autóctona de Andalucía.
Se distribuye por las provincias de Granada y Jaén. Con un peso de entre 375 kilos en hembras y 600 kilos en machos, esta raza posee un pelaje castaño con zonas oscurecidas; su cabeza es desproporcionadamente grande y su cara larga y recta. Utilizada para la tracción y la producción de carne.